# 걸 샤이
걸 샤이(Girl Shy)는 미국에서 제작된 프레드 C. 뉴마이어, 샘 테일러 감독의 1924년 액션, 코미디, 멜로/로맨스, 가족 영화이다. 해럴드 로이드 등이 주연으로 출연하였고 제프리 밴스 등이 제작에 참여하였다.

## 출연

### 주연
- 해럴드 로이드
- 조비너 랄스톤

### 조연
- 칼튼 그리핀
- 새미 브룩스
- 조 코브
- 믹키 다니엘스
- 벳시 앤 히슬
- 주디 킹
- 구스 레너드
- 윌리엄 오라몬드
- 줄리안 리베로